# Royal Bangs
I Royal Bangs sono un gruppo musicale indie rock statunitense.
Anche se nel 2004 i membri della band Chris Rusk e Ryan Schaefer avevano già inciso un demo nel 2004, Julius Vampire Breath, usando il nome Royal Bangs, la band si è formata ufficialmente solo nel 2005, a Knoxville, con l'arrivo del chitarrista Sam Stratton nella formazione.

## Formazione
- Ryan Schaefer - voce, chitarra, basso, tastiera
- Sam Stratton - chitarra
- Chris Rusk - batteria, percussioni

## Discografia

### Album in studio
- 2008 - We Breed Champions
- 2009 - Let It Beep
- 2011 - Flux Outside

### Demo
- 2004 - Julius Vampire Breath